# Авзяно-Петровські заводи
Авзя́но-Петро́вські чавуноплавильні та залізоробні заводи — промислові підприємства, засновані графом Петром Шуваловим та відкупником Кузьмою Матвеєвим 1753 року. До складу групи входили Верхній та Нижній Авзяно-Петровський заводи. Перший був збудований в ущелині річки Великий Авзян, за 9 верст від її гирла. Нижній завод був розташований біля самого гирла річки Великий Авзян як допоміжний для Верхнього. Землі під заводами були взяті в оброчне володіння у башкирів Тамьянській та Тангаурській волостях.
Заводами спочатку володів Петро Шувалов, потім з 1758 року — Кузьма Матвеєв, а з 1760 року — Демидови. В ході Селянської війни 1773—1775 років заводи були повністю спалені. 1796 року підприємства перейшли до Михайла Губіна і на початку 19 століття були відновлені. 1858 року вони перейшли у володіння Миколи Тімашева, з 1859 року ними володів Дмитро Бенардакі, а з 1870 року — його сини. Потім підприємства перейшли під казенну опіку, з 1896 року — у володіння Урало-Волзького металургійного товариства за участі французьких підприємців. 1900 року компанія була перетворена у Товариство Комаровських залізорудних родовищ та Південно-Уральських гірничих заводів.
Основу робочої сили на заводах складали приписні ясачні селяни 33 поселень Казанського повіту. Станом на 1760 рік заводи виробили 26493 пуди заліза, станом на 1860 рік виплавлено 189550 пудів чавуну. Нижній Авзяно-Петровський завод згорів 1897 року. Верхній завод був закритий 1908 року, але 1916 року відновив свою роботу. На місці заводів залишились селище Верхній Авзян та село Нижній Авзян.